# Українсько-фіджійські відносини
Українсько-фіджійські відносини — відносини між Україною та Державою Фіджі. 
Україна та Фіджі встановили дипломатичні 23 вересня 2013 року.
Інтереси громадян України в Державі Фіджі захищає Посольство України в Австралії.

## Історія
Утримавшись під час голосування резолюції ГА ООН «Територіальна цілісність України» від 27.03.2014 р., а також резолюцій "Ситуація з правами людини в АРК" у 2016-2021 рр. та резолюцій "Проблема мілітаризації АРК" у 2018-2020 рр. (у 2021 р. – не голосувала), після початку повномасштабної збройної агресії РФ проти України Фіджі засудило вторгнення РФ в Україну та неодноразово привертало увагу міжнародної спільноти до гуманітарних та економічних наслідків війни проти України.
Республіка Фіджі, зокрема як країна, що головувала у 2022 р. у Форумі тихоокеанських островів, неодноразово виступала із засудженням незаконного вторгнення Росії та порушення суверенітету та територіальної цілісності України, закликом до РФ припинити спробу незаконної анексії українських територій, а також забезпечити деескалацію ситуації та вивести російські війська за лінію міжнародно визнаних кордонів України.

## Торгівля
За підсумками 2021 року обсяг торгівлі товарами між Україною та Фіджі склав 94 тис. дол. США. Експорт товарів з України до Фіджі становив 13,8 тис. дол. США. Основні статті експорту: овочі, електричні машини. Імпорт товарів з Фіджі до України становив 80,2 тис. дол. США. Основні статті імпорту: алкогольні та безалкогольні напої, оцет; продукти переробки овочів; одяг та додаткові речі з одягу, трикотаж; різні готові вироби.
За даними Державної митної служби України, за 2022 рік обсяг двосторонньої торгівлі склав 106 тис. дол. США (експорт – 37 тис. дол. США, імпорт – 69 тис. дол. США).